# Boston-Marathon 2012
Der Boston-Marathon 2012 war die 116. Ausgabe der jährlich stattfindenden Laufveranstaltung in Boston, Vereinigte Staaten. Der Marathon fand am 16. April 2012 statt und war der erste World Marathon Majors des Jahres.
Bei den Männern gewann Wesley Korir in 2:12:40 h und bei den Frauen Sharon Jemutai Cherop in 2:31:50 h.

## Ergebnisse

### Männer
| Platz | Athlet                  | Land               | Zeit (h) |
| ----- | ----------------------- | ------------------ | -------- |
| 01    | Wesley Korir            | Kenia              | 2:12:40  |
| 02    | Levy Matebo Omari       | Kenia              | 2:13:06  |
| 03    | Bernard Kiprop Kipyego  | Kenia              | 2:13:13  |
| 04    | Jason Hartmann          | Vereinigte Staaten | 2:14:31  |
| 05    | Wilson Kwambai Chebet   | Kenia              | 2:14:56  |
| 06    | Laban Korir             | Kenia              | 2:15:29  |
| 07    | Michel Butter           | Niederlande        | 2:16:38  |
| 08    | David Barmasai Tumo     | Kenia              | 2:17:16  |
| 09    | Hideaki Tamura          | Japan              | 2:18:15  |
| 10    | Mathew Kipkoech Kisorio | Kenia              | 2:18:15  |

### Frauen
| Platz | Athletin               | Land               | Zeit (h) |
| ----- | ---------------------- | ------------------ | -------- |
| 01    | Sharon Jemutai Cherop  | Kenia              | 2:31:50  |
| 02    | Jemima Jelagat Sumgong | Kenia              | 2:31:52  |
| 03    | Georgina Rono          | Kenia              | 2:33:09  |
| 04    | Firehiwot Dado         | Äthiopien          | 2:34:56  |
| 05    | Diana Sigei Chepkemoi  | Kenia              | 2:35:40  |
| 06    | Rita Jeptoo Sitienei   | Kenia              | 2:35:53  |
| 07    | Mayumi Fujita          | Japan              | 2:39:11  |
| 08    | Nadezdha Leonteva      | Russland           | 2:40:40  |
| 09    | Svetlana Pretot        | Frankreich         | 2:40:50  |
| 10    | Sheri Piers            | Vereinigte Staaten | 2:41:55  |